# Davenport (circonscription provinciale)
Pour les articles homonymes, voir Davenport.
Circonscription électorale provinciale du Canada
Davenport est une circonscription provinciale de l'Ontario représentée à l'Assemblée législative de l'Ontario depuis 1999.

## Géographie
La circonscription est située dans le sud de l'Ontario, dans centre-ville de Toronto. Elle inclut les quartiers de Fairbank, Oakwood-Vaughan, St. Clair Gardens, Corso Italia, Dovercourt Village, Bloordale Village, Bloorcourt Village, Brockton Village, Junction Triangle et la partie ouest de Rua Acores.
Les circonscriptions limitrophes sont Eglinton—Lawrence, Parkdale—High Park, Toronto—St. Paul's, University—Rosedale, Spadina—Fort York et York-Sud—Weston. 

## Historique
| Législature | Années        | Député | Député           | Parti   |
| ----------- | ------------- | ------ | ---------------- | ------- |
| 37e         | 1999-2003     |        | Tony Ruprecht    | Libéral |
| 38e         | 2003-2007     |        | Tony Ruprecht    | Libéral |
| 39e         | 2007-2011     |        | Tony Ruprecht    | Libéral |
| 40e         | 2011-2014     |        | Jonah Schein     | NPD     |
| 41e         | 2014-2018     |        | Cristina Martins | Libéral |
| 42e         | 2018–2022     |        | Marit Stiles     | NPD     |
| 43e         | 2022–2025     |        | Marit Stiles     | NPD     |
| 44e         | 2025–en cours |        | Marit Stiles     | NPD     |

## Circonscription fédérale
Depuis les élections provinciales ontariennes du 4 octobre 2007, l'ensemble des circonscriptions provinciales et des circonscriptions fédérales sont identiques.